# Amytornis housei
Amytornis housei là một loài chim trong họ Maluridae. Nó là loài đặc hữu của Tây Úc.